# Hannah Martin
Pour les articles homonymes, voir Martin.
Hannah Martin, épouse French née le 30 décembre 1994 à Ipswich en Angleterre est une joueuse de hockey sur gazon anglaise qui joue comme milieu de terrain ou attaquant pour Surbiton et les équipes nationales d'Angleterre et de Grande-Bretagne,.
Elle a fait ses études à l'école d'Ipswich. Son frère est Harry Martin qui joue pour les équipes nationales d'Angleterre et de Grande-Bretagne.

## Carrière

### Club
Martin jouera au hockey de club lors de la saison 2021-22, dans la Dutch Hoofdklasse pour HGC.
Elle a joué dans la Women's England Hockey League Premier Division pour le Surbiton. Elle a également joué pour Université de Birmingham et Ipswich.

### International
Martin a fait ses débuts internationaux seniors contre l'Afrique du Sud en février 2017. Elle a également joué pour l'Angleterre U-16 (2009-10), U-18 (2011-12) et U-21 (de 2012 à 2016).